# 軽井沢会
一般財団法人軽井沢会（かるいざわかい）は、長野県軽井沢に別荘を持つ者で結成された自治組織である。

## 歴史
1886年（明治19年）にカナダ人宣教師のアレクサンダー・クロフト・ショーが広く紹介し、避暑地としての歩みを始めた軽井沢は、日本国外からの宗教家やその夫人・子供が多く訪れたことから、当時の行楽地によく見られた歓楽街を設けなかったことが大きな特徴であった。1912年に佐藤孝一が著した『かるゐざわ』に「『娯楽を人に求めずして自然に求めよ』（中略）これ他の避暑地に誇るべきゆえんの一つである」と述べている通り、初期の外国人避暑客の、自然の中を散策しアウトドアスポーツで汗を流すことを好む傾向が表れている。
1908年には外国人避暑客が「軽井沢体育協会」を組織し、テニスや野球を推奨した。大正に入り、1913年（大正2年）には軽井沢体育協会等の社交団体から一歩踏み込んで社会性を持った「軽井沢避暑団」（Karuizawa Summer Resident's Association〈K.S.R.A〉）が結成された。その経緯には、1912年に当時の東長倉村（現・軽井沢町）が別荘所有者に税金を課そうとし、別荘族がこれに反対したことが一員であると考えられている。初代理事はジョン・ロビンソン、F・A・ロンバード、藤島太麻夫、ダニエル・ノーマン、島田三郎、八田裕二郎、R・A・トンプソン（タムソン）、J・J・チャップマン、C・W・アイグルハートの9名であった。
軽井沢避暑団は1919年に財団法人として認可を受けた。W.G.カナレー、ハーベ・ブロカ、D.C.ライクの3名は、地元の地権者から買い取ったテニスコートの地上権を1917年に避暑団に寄付している。のちに「軽井沢集会堂」が建設される土地についても、1914年にダニエル・ノーマンが取得し、1917年に避暑団に寄付した。
1922年、日本人を主体とした避暑団体「軽井沢集会堂委員会」が設立。近衛文麿、原嘉道、小坂順造、伊沢多喜男、朝吹常吉、山崎匡輔、福井菊三郎、本間利雄の8人にノーマンも加わり、彼ら日本人有志の出資により、ウィリアム・メレル・ヴォーリズの設計による「軽井沢集会堂」が建設された。
1926年には、避暑団と軽井沢郵便局との協議により旧軽井沢の別荘地でハウス番号が導入された。
1941年8月26日、会員総会が開かれ外国人を中心とした「軽井沢避暑団」と日本人を主体とした「軽井沢集会堂委員会」を統合し「財団法人軽井沢会」とすることが決定した。避暑団の名称が使われなかったのは、戦時下の“ぜいたくは敵だ”といった社会的圧力によるものである。
歴代理事長に、ダニエル・ノーマン（KSRA）、小坂順造（KSRA）、柏原孫左衛門（軽井沢会）、小坂武雄（軽井沢会）、林了（軽井沢会）、英修道（軽井沢会）、服部禮次郎（軽井沢会）など。

## 現在
会員の親睦の他、軽井沢会テニスコートおよび軽井沢集会堂の管理、軽井沢国際テニストーナメントの主催や、年に一度、理事会で町長や商工会長と懇談し、軽井沢の伝統を守るべく活動している。2010年現在の会員数は、正会員・家族会員合わせて1614名。2008年から理事長を務める新赤坂クリニック院長の松木康夫をはじめ、理事には虎屋社長の黒川光博、徳川宗家当主の徳川恒孝、麻生社長の麻生泰、帝国ホテル社長一族の犬丸徹郎、山階鳥類研究所理事長の壬生基博、諸戸清郎らがらが名を連ねる。